# Matias Damásio
Matias Damásio (Benguela, 9 maggio 1982) è un cantante angolano.

## Biografia
Matias Damásio si è fatto conoscere con l'album in studio Por amor, classificatosi al 4º posto della classifica portoghese e certificato oro dalla Associação Fonográfica Portuguesa. Il disco successivo, Augusta (2018), ha finito per raggiungere la vetta della sopraccitata graduatoria LP.
È stato premiato con un Prémio da Música Portuguesa al miglior lusofono. La AFP gli ha assegnato un disco d'oro e dieci di platino, equivalenti a un totale di 105 000 unità accumulate in Portogallo.

## Discografia

### Album in studio
- 2008 – Amor e festa na lixeira
- 2012 – Por Angola
- 2016 – Por amor
- 2018 – Augusta

### EP
- 2013 – Por Angola
- 2020 – Viver, amar & dançar

### Singoli
- 2018 – Nada mudou
- 2020 – Guardiões da vida
- 2020 – Luz
- 2020 – Minha pessoa
- 2020 – Amar Angola
- 2021 – O nosso beijo
- 2022 – Como antes
- 2023 – Magui
- 2023 – Deus sabe o que faz (con Matay)
- 2023 – Pelos cantos do mundo (con Mickael Carreira)
- 2024 – A lua (con Matheus Fernandes e Nattan)
- 2024 – Tu amor (con Carlos Rivera)
- 2024 – Por ti amor (con i D.A.M.A)